# Legrandita
La legrandita és un mineral de la classe dels arsenats. Va ser descoberta l'any 1932 a la mina "Flor de Peña de Lampazos de Naranjo", a l'estat de Nuevo León, Mèxic. Va ser anomenada així l'any 1932 per Julien Drugman i Max H. Hey, en honor de l'enginyer de mines belga LeGrand, el primer que la va descriure.

## Característiques
La legrandita és un arsenat de zinc hidroxilat i hidratat. La seva fórmula és Zn₂(AsO₄)(OH)·H₂O. Cristal·litza en el sistema monoclínic i pot trobar-se de manera cristal·lina i prismàtica, generalment en forma d'esprais o gavella. La seva duresa a l'escala de Mohs és de 4,5, i la seva fractura és concoidal.
Segons la classificació de Nickel-Strunz, la legrandita pertany a «08.DC: Fosfats, etc, només amb cations de mida mitjana, (OH, etc.):RO₄ = 1:1 i < 2:1» juntament amb els següents minerals: nissonita, eucroïta, strashimirita, arthurita, earlshannonita, ojuelaïta, whitmoreïta, cobaltarthurita, bendadaïta, kunatita, kleemanita, bermanita, coralloïta, kovdorskita, ferristrunzita, ferrostrunzita, metavauxita, metavivianita, strunzita, beraunita, gordonita, laueïta, mangangordonita, paravauxita, pseudolaueïta, sigloïta, stewartita, ushkovita, ferrolaueïta, kastningita, maghrebita, nordgauïta, tinticita, vauxita, vantasselita, cacoxenita, gormanita, souzalita, kingita, wavel·lita, allanpringita, kribergita, mapimita, ogdensburgita, nevadaïta i cloncurryita.

## Formació i jaciments
Apareix com a mineral secundari poc comú de les zones d'oxidació dels jaciments de minerals de zinc i arsènic explotats com a mena de metall de zinc. També s'ha trobat, peròde manera molt rara, en pegmatites de granit. Sol trobar-se associada a altres minerals com: adamita, paradamita, escorodita, smithsonita, renierita, esfalerita, pirita, siderita o farmacosiderita.